# سومين بانديوبادياي
سومين بانديوبادياي مهندس معماري ومؤرخ معماري في جامعة ليفربول حيث كان رئيسًا للقسم ويشغل كرسي جيمس ستيرلنغ في الهندسة المعمارية. شغل سابقًا منصب أستاذ في كلية مانشستر للهندسة المعمارية (MSA) وجامعة نوتنغهام ترينت.

## التعليم
حصل سومين بانديوبادياي على درجة الدكتوراه من جامعة ليفربول في عام 1998، وكان بحثه عن العمارة وعلم الآثار والبنية الاجتماعية لمستوطنة عمانية مهجورة.

## مسيرته
يشغل بانديوبادياي حاليًا كرسي جيمس ستيرلنغ وهو رئيس كلية ليفربول للهندسة المعمارية. شغل سابقًا منصب أستاذ في كلية مانشستر للهندسة المعمارية و جامعة نوتنغهام ترينت.

## المناصب التي شغلها
- فاحص خارجي، ماجستير (بناء التفكير)، جامعة كينغستونز
- مستشار، حفظ وتفسير قصر الحصن، أبو ظبي. حكومة أبو ظبي (مع أوستن سميث لورد، المملكة المتحدة).
- مدير في المركز العالمي للبحوث في الهند، جامعة ليفربول
- فاحص خارجي، دبلوم الدراسات العليا في الهندسة المعمارية، جامعة كينغستون.
- مقيم خارجي، بكالوريوس في برنامج الهندسة المعمارية، جامعة لينكولنز
- مستشار ومساهم، مسقط للتجديد الحضري، بلدية مسقط ومكتب القصر، حكومة سلطنة عمان.
- مستشار المسار الاحتفالي في مكتب القصر، حكومة سلطنة عمان.
- مستشار ومساهم في تنمية وصيانة حارة العقر (نزوى)، وزارة البلديات الإقليمية، حكومة سلطنة عمان
- مستشار ومساهم في خطة الإدارة لموقع التراث العالمي لحصن وواحة بهلاء، اليونسكو ووزارة التراث والثقافة وحكومة سلطنة عمان.
- مستشار ومساهم، حفظ موقع التراث الوطني في حارة العقر (نزوى)، وزارة التراث والثقافة، حكومة سلطنة عمان.
- عضو في لجنة المراجعة للبيئة المبنية.
- عضو في لجنة المراجعة الدولية لتخطيط التنمية.
- مدرج كخبير في الهندسة المعمارية والمستوطنات التقليدية العمانية، المركز الدولي لدراسات عمان، ألمانيا.[4]
- ناقد تصميم زائر في برنامج تصميم الدراسات العليا والبكالوريوس. تشمل المؤسسات جامعة نوتنغهام وجامعة كينغستون وجامعة مانشستر متروبوليتان و جامعة ليدز متروبوليتان و جامعة واشنطن.
- عضو مدعو في لجنة المشاريع، جمعية ميرسيسايد المدنية، ليفربول

## كتبه
سومين بانديوبادياي(2010). منح: الواحة العمانية والعمارة التراثية العربية والتاريخ الاجتماعي لمستوطنة الواحات العمانية. مطبعة جامعة ليفربول.
سومين بانديوبادياي(2009) الهندسة المعمارية المذهلة: سد الفجوة بين البحوث والتصميم الأكاديمي، مطبعة جامعة ليفربول.
بانديوبادياي (2008) المحراب العماني: الأصل والتطور. وزارة الأوقاف والشؤون الدينية، مسقط.
بانديوبادياي (2008) منح: عمارة المستوطنة العمانية. الجمعية التاريخية العمانية، مسقط
بانديوباداياي؛ جاكسون، إيان (2007). المجموعة والخراب والمسرح: الهندسة المعمارية والنحت والمناظر الطبيعية في حديقة نيك تشاند الصخرية،مطبعة جامعة ليفربول.
بانديوبادياي، سوميين (2001) منح: هبة من الله، عمارة مستوطنة عمانية مهجورة. الجمعية التاريخية العمانية، مسقط.

## فصول الكتاب
العلوم الإنسانية في التصميم المعماري. لندن: روتليدج، الصفحات من الرابع عشر إلى الحادي والعشرين.
العلاقات بين الثقافات بين جنوب وجنوب شرق آسيا: المجلد 1826 صفحة 372-382.
تأملات في البحوث المعمارية وأعمال البناء. لندن: منشورات بلاك دوج، الصفحات من 58 إلى 75.
تأملات في البحوث المعمارية وأعمال البناء. لندن: بلاك دوج للنشر، الصفحات من 184 إلى 186.
تأملات في البحوث المعمارية وأعمال البناء. لندن: منشورات بلاك دوج، الصفحات من 4 إلى 13.
تفسير المواقع التراثية وتقييم الأهمية الثقافية، الحفاظ على الهياكل الترابية في الدول العربية. غرونوبل: مركز التراث العالمي لليونسكو؛ كراتير إنساج، ص 75-87.
التأمل في ما لم يكتمل: الرسم المعماري والخراب الملفق. في: فراسكاري، من النماذج إلى الرسومات: الخيال والتمثيل في الهندسة المعمارية لندن: تايلور وفرانسيس/ روتليدج، الصفحات من ١٠٩ إلى ١١٩.
الجانب الإشكالي للتوليف والتفسير في دراسة البناء العماني التقليدي ، المدن التي تمر بمرحلة انتقالية: تحويل البيئة المبنية العالمية: مطبعة البيت المفتوح، الصفحات من 15 إلى 30.
التنوع في الوحدة: تحليل البنية الاستيطانية لحارة العقر، نزوى (عمان). وقائع ندوة الدراسات العربية. المجلد 35 صفحة 19-36.
الفناء المفكك: مساكن وسط عمان. السكن في الفناء: الماضي والحاضر والمستقبل. ابينغدون. نيويورك: تايلور وفرانسيس، ص 109 – 121.
لمحات من تعقيد الأفكار والمفاهيم. مسقط ، صفحة 54-58.
التصنيف المميز للمساجد العمانية المركزية: طبيعته وأسلافه. وقائع ندوة الدراسات العربية. المجلد 33، صفحة 99-116.
الحفاظ على مدن التراث العالمي في آسيا والمحيط الهادئ: النطاق المتغير للتراث منذ ميثاق البندقية 1964. وقائع مؤتمر الدراسات العليا الثاني. جامعة سالفورد.
البث الرقمي: التحليل النقدي من خلال إعادة البناء الافتراضي. إدارة المعلومات المعمارية، صفحة 529-533.
عمارة بلاد منح في وسط عمان. علم الآثار الإسلامي. المجلد. 10، صفحة 131-168.
الدعوات من التقليد في أصول التدريس. طبعة جامعة كاليفورنيا المجلد. 113، صفحة 17-42.
حالة منح في عمان، مع إشارة خاصة إلى علاقة المياه بأماكن العبادة. أصوات متعددة/تمثيلات متنازع عليها، الصورة والهوية. مطبعة جامعة كاليفورنيا المجلد. 83، صفحة 1-38.
القدرة على تحمل التكاليف: بعض النتائج الحديثة من المشهد الهندي. وقائع الندوة الثانية حول الإسكان لفقراء الحضر: الإسكان والفقر والبلدان النامية. الشبكة الأوروبية لأبحاث الإسكان (ENHR).
قرية منح المهجورة: مستوطنة عمانية: وصف مختصر لنمط الاستيطان والمساكن. العمارة والتخطيط في العالم النامي. جامعة يورك، صفحة 37-43.
تخطيط المستوطنات والإسكان في عمان الحديثة: حل مناسب مناخيا؟ المباني والبيئة. المعهد المركزي للبناء (CIB)، مؤسسة هولندا وأبحاث البناء (BRE). المجلد 10
الإسكان والبيئة المبنية الحديثة في عمان. وقائع المؤتمر العاشر بين المدارس حول التنمية. جامعة كوليدج لندن، صفحة 43-54.
تطوير الإسكان والمستوطنات في عمان الحالية. وقائع المؤتمر العالمي العشرين لـ IAHS حول الإسكان. برمنغهام؛ ميامي: الرابطة الدولية لعلوم الإسكان (IAHS) المجلد 2، صفحة 1-18.
إعادة النظر في التقدم: حالة عمان، تحقيق في بيئتها المبنية. الإسكان والمجتمعات العشوائية والتقاليد. مطبعة جامعة كاليفورنيا المجلد 51، صفحة 1-38.